# Les Rats de Manhattan
Pour plus de détails, voir Fiche technique et Distribution.
Les Rats de Manhattan (titre original est Rats - Notte di terrore) est un film franco-italien réalisé par Bruno Mattei, sorti en 1984.

## Synopsis
Des siècles après un holocauste nucléaire, un groupe de survivants arrive dans une ville avec de nombreux cadavres. Mais cette ville abrite une grande quantité de nourriture, le groupe décide donc de rester. La nuit venue des rats mutants les attaquent...

## Fiche technique
- Titre : Les Rats de Manhattan
- Titre alternatif : Les Mutants de la 2e humanité
- Titre original : Rats - Notte di terrore
- Réalisation : Bruno Mattei
- Scénario : Claudio Fragasso, Bruno Mattei et Hervé Piccini
- Production : Claudio Fragasso et Bruno Mattei
- Sociétés de production : Beatrice Film
- Effets spéciaux : Maurizio Trani
- Photographie : Franco Delli Colli, Henry Frogers
- Pays d'origine :  Italie,  France
- Langues : Anglais, italien et française
- Format : Couleurs - 1,85:1 - Mono - 35 mm
- Genre : horreur, science-fiction
- Durée : 97 minutes
- Dates de sortie : 
  - France : 5 décembre 1984 (première)
  - Italie : 23 mai 1985
- Film interdit aux moins de 16 ans
- Distributeur : StudioCanal SAS

## Distribution
- Ottaviano Dell'Acqua : Kurt
- Geretta Geretta : Chocolate
- Massimo Vanni : Taurus
- Gianni Franco : Video
- Ann-Gisel Glass : Myrna
- Jean-Christophe Brétignière : Lucifer
- Fausto Lombardi : Deus
- Henry Luciani : Duke
- Cindy Leadbetter : Diana
- Christian Fremont : Noah
- Moune Duvivier : Lilith